# Юзеф Гумецький
Юзеф Гумецький (? — після 21 серпня 1765, пол. Wozikowice) — польський шляхтич, військовик, урядник Корони Польської Речі Посполитої.

## Життєпис
Походив із заможної родини шляхтичів, впливової на Поділлі. Батько Войцех був дрогицьким підчашим, матір — Александра Домашевська.
1735 року став підчашим, 1748-го — хорунжим подільським. Призначений королем каштеляном Кам'янця-Подільського 1754 року. Посол сейму 1746 року, де намагався відтермінувати люстрацію Подільського воєводства, тим самим затруднити податкову коеквацію; тут був обраний для контролю підскарбничих рахунків. 1752 року отримав лист «приповідний» на збір панцерної корогви. 1753 року виступав проти набирання міліції воєводської на Поділлі, вважав, що досить регулярного війська. У 1761—1763 роках брав участь у перемовинах з татарами через прикордонні конфлікти. 1762 року призначений суддею прикордонним Брацлавського воєводства до комісії в Юзефгроді. 1763 року в Кам'янці був у складі комісії на перемовинах з делегатами хана, молдавського господаря, укладені за його участю постанові затвердив сейм 1764 року. Кавалер ордену Білого орла 1763 року. Помер на Поділлі. Був похований у Возиківцях на Поділлі.